# Рада оборони держави
Рада оборони держави (пол. Rada Obrony Państwa) — утворений Законодавчим сеймом на підставі його закону від 1 липня 1920 р. надзвичайний урядово-парламентський орган тримісячного перехідного періоду, що мав на меті консолідацію всіх прошарків і сил польського народу в боротьбі з Червоною Армією. Раду очолював начальник держави, його заступником із 1 липня до 23 липня 1920 р. був прем'єр-міністр Владислав Грабський, а з 24 липня до 1 жовтня 1920 р. — прем'єр-міністр Вінцентій Вітос. Крім того, рада складалася з 10 депутатів сейму, що представляли основні парламентські фракції, та маршала сейму Войцеха Тромпчинського, 3 членів уряду і 3 військовиків, яких призначав головнокомандувач Пілсудський. Представники війська залучалися у міру потреби. Тим самим, представництво армії не було постійним. Найчастіше в засіданнях ради брали участь генерали Казімєж Соснковський, Станіслав Галлер і Тадеуш Розвадовський.
Згідно з положеннями закону про заснування ради, вона могла ухвалювати рішення з усіх питань, пов'язаних із веденням і припиненням війни та укладанням миру. На першому ж засіданні Пілсудський запропонував окреслити коло діяльності ради. До основних завдань ради він зарахував піднесення морального духу в армії та суспільстві, скорочення законодавчого процесу та прискорення виконання чинного законодавства, розв’язання питань щодо оперативних дій, пов'язаних з політичними справами, та питання, пов'язані з початком мирних переговорів. Рада не повинна була займатися військово-тактичними питаннями. У межах сфери своїх повноважень рада могла видавати постанови та розпорядження. Відповідно до ст. 4 Закону про утворення Ради оборони держави, ці підзаконні акти підлягали негайному виконанню, а постанови і розпорядження, які вимагали резолюції сейму, належало попередньо подати сейму на затвердження на найближчому засіданні.
Рада діяла до 1 жовтня 1920.